# プレミアム・ベスト 1986オメガトライブ/カルロス・トシキ&オメガトライブ
『プレミアム・ベスト!1986オメガトライブ/カルロス・トシキ&オメガトライブ』は、日本のAORバンドである1986オメガトライブ、およびカルロス・トシキ&オメガトライブによる解散後に発売したベスト・アルバム。2009年6月24日にワーナーミュージック・ジャパンから発売された。規格品番はWPCL-10705。

## 解説
前作『1986オメガトライブ/カルロス・トシキ&オメガトライブ スーパーベスト・コレクション』から1年ぶりのベスト・アルバム。
本作は前作と違い通信販売限定ではない。
作品数は前作同様16曲を収録している。
『1986 OMEGA TRIBE CARLOS TOSHIKI&OMEGA TRIBE COMPLETE BOX "Our Graduation"』を除いた1〜2枚組のスタジオ・アルバムやベスト・アルバムで初収録作品もある。

## ディスクジャケット
ジャケットは、ソファの前でタキシードを着た花束を持ったカルロスが左端に立ち、その隣におどけたポーズをとるジョイ・マッコイ、西原俊次、高島信二が映っている。

## 収録曲
1・2曲目はバップからの音源提供にて収録。各曲のリンクも参照のこと。
1. 君は1000%
  - アルバム『Navigator』収録バージョンで収録。
2. Super Chance
3. Stay girl Stay pure
  - 原盤権がバップからワーナーミュージック・ジャパンに移譲されたアルバム『DOWN TOWN MYSTERY』の「“NIGHT TIME”VERSION」で収録。
4. アクアマリンのままでいて
5. DOWN TOWN MYSTERY
  - 「“NIGHT TIME”VERSION」のシングル用ミックスで収録。
6. REIKO
7. Be Yourself
8. どうして好きといってくれないの
9. 花の降る午後
10. Bad Girl
11. 時はかげろう
12. 海流のなかの島々
13. Wind Gauge 〜風速計〜
14. ブラインド・プロフィール
15. ツーアウト・フルベース
16. REIKO 〜English Version〜